# LSV Stettin
LSV Stettin (celým názvem: Luftwaffen-Sportverein Stettin) byl německý vojenský sportovní klub, který sídlil v pomořanském městě Stettin (dnešní Szczecin v Západopomořanském vojvodství). Založen byl v roce 1939, zanikl v roce 1944. Klub patřil pod letecké jednotky Luftwaffe. Klubové barvy byly žlutá a modrá.
Své domácí zápasy odehrával na stadionu Richard-Lindemann-Sportplatz s kapacitou 16 000 diváků.

## Historické názvy
Zdroj: 
- 1939 – LSV Stettin (Luftwaffen-Sportverein Stettin)
- 1944 – zánik

## Získané trofeje
- Gauliga Pommern ( 1× )
  - 1940/41

## Umístění v jednotlivých sezonách
Stručný přehled
Zdroj: 
- 1940–1944: Gauliga Pommern West

Jednotlivé ročníky
Zdroj: 
Legenda: Z - zápasy, V - výhry, R - remízy, P - porážky, VG - vstřelené góly, OG - obdržené góly, +/- - rozdíl skóre, B - body, červené podbarvení - sestup, zelené podbarvení - postup, fialové podbarvení - reorganizace, změna skupiny či soutěže
| Velkoněmecká říše (1940 – 1944) |                      |        |    |    |   |   |    |    |     |    |        |
| Sezóny                          | Liga                 | Úroveň | Z  | V  | R | P | VG | OG | +/- | B  | Pozice |
| 1940/41                         | Gauliga Pommern West | 1      | 14 | 12 | 1 | 1 | 66 | 15 | +51 | 25 | 1.     |
| 1941/42                         | Gauliga Pommern West | 1      | 10 | 8  | 0 | 2 | 52 | 20 | +32 | 16 | 2.     |
| 1942/43                         | Gauliga Pommern West | 1      | 10 | 5  | 1 | 4 | 29 | 11 | +18 | 11 | 2.     |
| 1943/44                         | Gauliga Pommern West | 1      | 10 | 7  | 0 | 3 | 36 | 14 | +22 | 14 | 2.     |

Poznámky:
- 1940/41: LSV Stettin (vítěz sk. West) ve finále vyhrálo nad Germanií Stolp (vítěz sk. Ost) celkovým poměrem 13:1 (1. zápas – 11:1, 2. zápas – 2:0).